# Richard Gatling
Richard Jordan Gatling (ur. 12 września 1818 w Hertford County (Karolina Płn), zm. 26 lutego 1903 w Nowym Jorku) – amerykański wynalazca, konstruktor broni palnej. Najlepiej znany jako konstruktor opatentowanej w 1862 kartaczownicy z obrotową wiązką luf, będącej pierwszym udanym modelem karabinu maszynowego, a nazywanej od jego nazwiska kartaczownicą Gatlinga.
Był synem rolnika wynalazcy. W wieku 21 lat opatentował maszynę do sadzenia ryżu i opracował napęd statków za pomocą śruby, jednakże w opatentowaniu wynalazku wyprzedził go konstruujący niezależnie Francis Pettit Smith. Gatling ukończył w 1850 studia medyczne, lecz bardziej zainteresowany był wynalazkami niż praktyką medyczną. W 1844 rozpoczął w Saint Louis produkcję urządzeń rolniczych, a później w Indianapolis, pracę nad konstrukcję broni o dużej szybkostrzelności. Swój najsłynniejszy wynalazek – kartaczownicę opracował paradoksalnie częściowo z pobudek humanitarnych na podstawie doświadczeń wojny secesyjnej, licząc na to, że wprowadzenie karabinów maszynowych spowoduje, że nie będą potrzebne liczne armie, a zatem zmniejszy to w konsekwencji straty ludzkie na wojnie.
W 1862 założył w Indianapolis wytwórnię broni Gatling Gun Company, produkującą kartaczownice, która później w 1897 połączyła się z Coltem. Pod koniec życia opracował ulepszoną kartaczownicę o napędzie elektrycznym luf i automatyki broni.
Po wyparciu kartaczownic Gatlinga przez jednolufowe karabiny maszynowe w I poł. XX w., w jego II poł. pojawiły się nowe konstrukcje w tym układzie, stosowane do czasów obecnych głównie jako działka lotnicze. Układ wielolufowych karabinów maszynowych i działek małokalibrowych, z obrotową wiązką luf odpalanych po kolei w celu zwiększenia szybkostrzelności, nazywany jest, zwłaszcza w krajach anglosaskich, Gatling gun.